# Allaihai járás

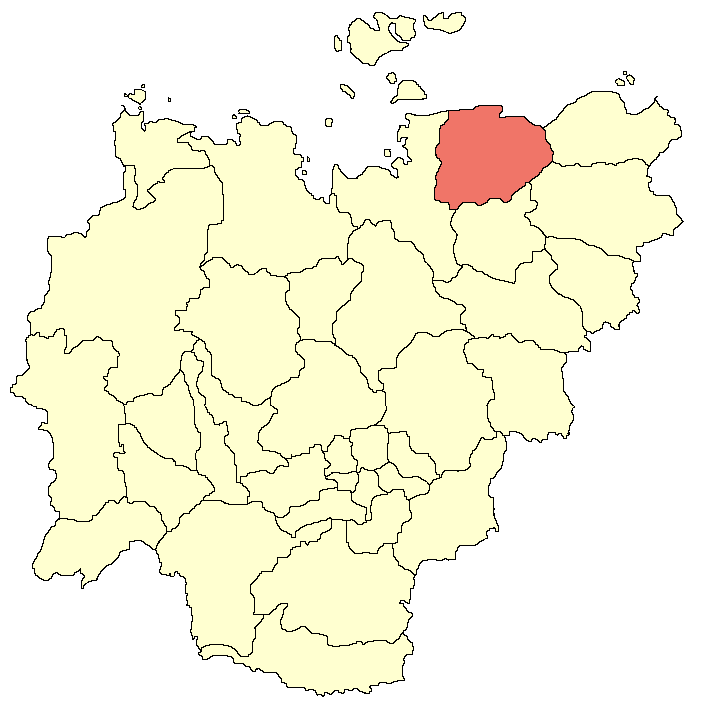
Az Allaihai járás Jakutföldön

Az Allaihai járás (oroszul Аллаиховский улус, jakut nyelven Аллайыаха улууhа) Oroszország egyik járása Jakutföldön. Székhelye Csokurdah.

## Népesség
- 2002-ben 3421 lakosa volt, melyből 1365 jakut (39,9%), 1154 orosz (33,73%), 565 even (16,52%), 79 jukagir (2,31%), 77 ukrán (2,25%), a többi más nemzetiségű.
- 2010-ben 3050 lakosa volt, melyből 1191 jakut, 968 orosz, 612 even, 78 jukagir, 51 ukrán stb.